# アンドレア・ルケッタ
アンドレア・ルケッタ（Andrea Lucchetta, 1962年11月25日 - ）は、イタリアの男子バレーボール選手。トレヴィーゾ出身。ポジションはミドルブロッカー。元イタリア代表。

## 来歴
1980年、地元トレヴィーゾのセリエA2のクラブへ入団し、翌1981年にセリエA1のモデナへ移籍。9年間在籍したモデナでは主力選手として活躍し、4度のリーグ優勝と3度のコッパ・イタリア優勝を経験した。1994年から在籍したクーネオでは1996年にリーグ準優勝、コッパ・イタリア優勝、スーパーカップ優勝、CEVカップ優勝に貢献した。
1982年7月15日、キエーティで行われたソビエト戦で代表デビューを飾り、1993年に代表を退くまでイタリア代表のミドルブロッカーとして通算292試合に出場。3大会出場したオリンピックでは1984年ロサンゼルスオリンピックで銅メダルを獲得、1990世界選手権では金メダルを獲得した。ワールドリーグでは3度の優勝を飾り、1989年欧州選手権ではイタリアの初優勝に貢献した。
イタリア代表の黄金期にキャプテンを務め、個性的なスター選手軍団を纏め上げ、ルケッタ自身もまた「クレイジー・ルッキー」（Crazy Lucky）のニックネームで親しまれた。三段カット（表彰台をイメージ）など、ユニークな髪型が特徴的な選手であった。
2007年、黄金期のメンバーであるアンドレア・ゾルジ、アンドレア・ガルディーニ、マルコ・ブラッチらと共に、欧州バレーボール連盟主催の現役引退選手による欧州選手権にイタリア代表 として出場。40歳から50歳までの部門で優勝を飾った。

## 球歴
- オリンピック - 1984年（銅メダル）、1988年（9位）、1992年（5位）
- 世界選手権 - 1990年（金メダル）
- ワールドリーグ - 1990年、1991年、1992年（優勝）
- 欧州選手権 - 1989年（優勝）

## 所属クラブ
- パッラヴォーロ・トレヴィーゾ（1980-1981年）
- パッラヴォーロ・モデナ（1981-1990年）
- バレー・ゴンザーガ・ミラノ（1990-1994年）
- クーネオVBC（1994-1997年）
- ローマ・バレー（1997-1998年）
- パッラヴォーロ・モデナ（1998-2000年）